# Levantamiento en Sinaloa de 1868
El levantamiento en Sinaloa de 1868 fue un conflicto armado encabezado por una fracción rebelde en Sinaloa comandada por el general liberal Jesús Toledo y los coroneles Jorge García Granados, Cleofás Salmón y Adolfo Palacio y el periodista Ireneo Paz en contra del general y gobernador Domingo Rubí al mismo tiempo de la rebelión en Yucatán de 1868.

## Levantamiento
Los sublevados comenzaron sublevándose en Culiacán y el 14 del mismo mes, en Elota, dichos oficiales y el coronel don Jesús Toledo renovaron el acta, confiriendo el gobierno al general Martínez, aceptando este el día 28 el movimiento. 
Fue enviada para sofocarla el general Donato Guerra a petición de Ramón Corona, que luego de unos encuentros en diversos puntos y en la Batalla de Villa de Unión, pacificó a los sublevados.

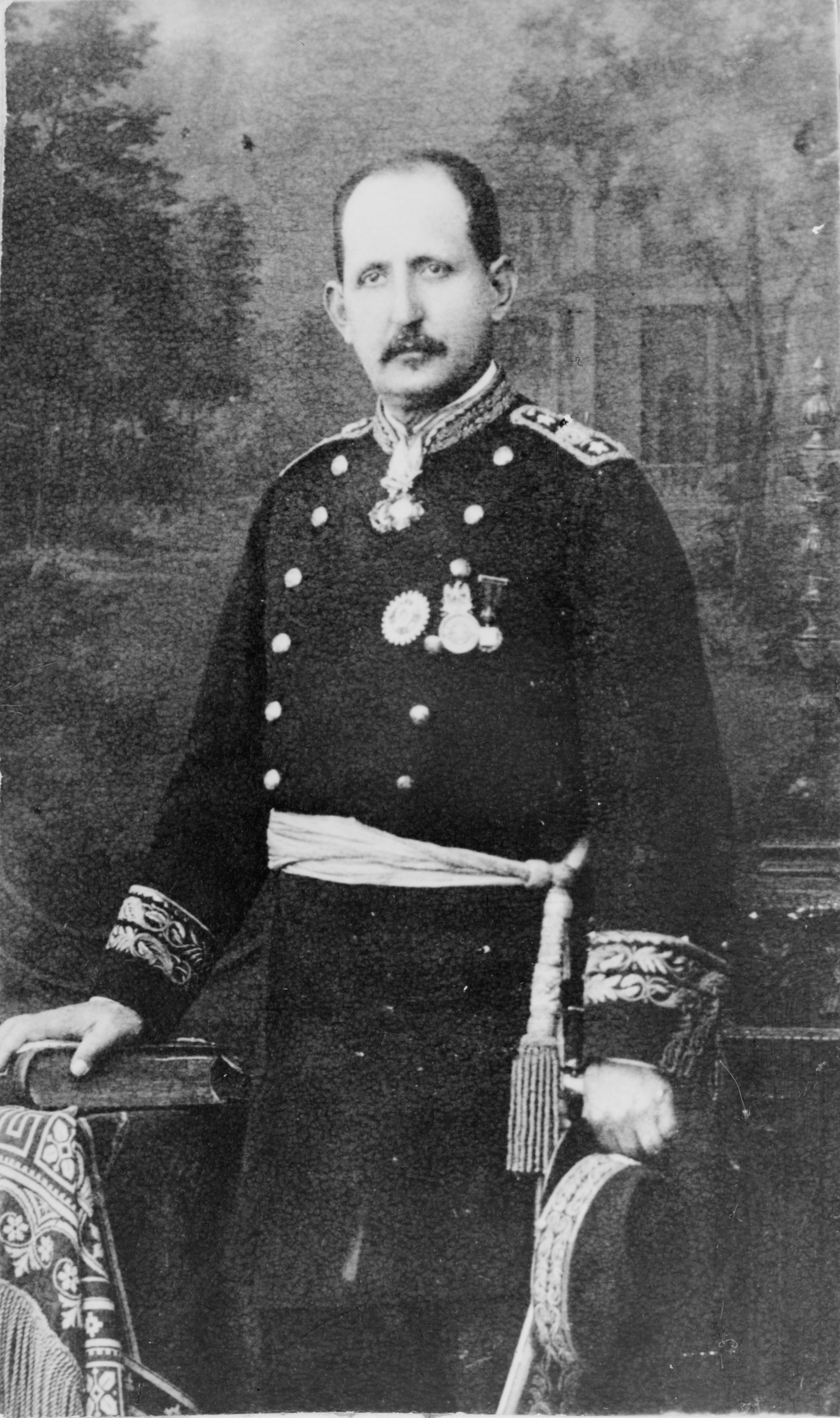
El general Ramón Corona coordinó las acciones que terminaron con el levantamiento de Sinaloa

## Consecuencias
Palacio fue recluido a prisión en Mazatlán, de la que escapó el 13 de marzo de 1869, llamando de nueva cuenta a un levantamiento y proponiendo de gobernador interino a don Plácido Vega. Fue sin embargo, derrotado y muerto el 18 de abril.
García Granados participó en la Revolución Antijuarista (1869-1870), siendo muerto el 15 de febrero de 1870, cuando defendía el paso del puente de Tololotlán, que era atacado por Sóstenes Rocha.